# Liste der Kulturdenkmäler in Bickenbach (Hunsrück)
In der Liste der Kulturdenkmäler in Bickenbach sind alle Kulturdenkmäler der rheinland-pfälzischen Ortsgemeinde Bickenbach aufgeführt. Grundlage ist die Denkmalliste des Landes Rheinland-Pfalz (Stand: 27. Oktober 2023).

## Einzeldenkmäler
| Bezeichnung                         | Lage                         | Baujahr | Beschreibung | Bild                           |
| ----------------------------------- | ---------------------------- | ------- | --- | ------------------------------ |
| Katholische Pfarrkirche St. Stephan | Hauptstraße 3 Lage           | 1771/72 | spätbarocker Saalbau, 1771/72, Architekt Johann Neurohr, neuromanischer Westturm, 1855; am Chor Kruzifix, 18. Jahrhundert; Grotte mit Marienskulptur, 19. Jahrhundert | weitere Bilder Fotos hochladen |
| Tanzsaal                            | Hauptstraße, bei Nr. 16 Lage | um 1925 | eingeschossiger Putzbau, expressionistische Motive, um 1925 | BW                             |
| Wendelkreuz                         | nordwestlich des Ortes Lage  | 1702    | Wegekreuz, Basaltlava, bezeichnet 1702 | BW                             |